# Горностаївська селищна рада
Горноста́ївська се́лищна ра́да — адміністративно-територіальна одиниця та орган місцевого самоврядування в Горностаївському районі Херсонської області. Адміністративний центр — селище міського типу Горностаївка.

## Загальні відомості
- Територія ради: 118 км²
- Населення ради: 7 232 особи (станом на 2001 рік)
- Водоймища на території, підпорядкованій даній раді: Каховське водосховище

## Населені пункти
Селищній раді підпорядковані населені пункти:
- смт Горностаївка
- с. Зелений Под

## Склад ради
Рада складається з 30 депутатів та голови.
- Голова ради: Ляхно Дмитро Валерійович
- Секретар ради: Зіняк Людмила Іванівна

### Керівний склад попередніх скликань
| Прізвище, ім'я, по батькові | Основні відомості                                                | Дата обрання | Дата звільнення |
| --------------------------- | ---------------------------------------------------------------- | ------------ | --------------- |
| Овсяник Олексій Степанович  | Селищний голова, 1951 року народження                            | 26.03.2006   | 31.10.2010      |
| Біланюк Орест Зіновійович   | Селищний голова, 1966 року народження, освіта вища, безпартійний | 31.10.2010   |                 |

Примітка: таблиця складена за даними сайту Верховної Ради України

### Депутати
За результатами місцевих виборів 2010 року депутатами ради стали:

#### За суб'єктами висування
| Суб'єкт висування                                       | Кількість обраних депутатів | %    |
| ------------------------------------------------------- | --------------------------- | ---- |
| Партія регіонів                                         | 19                          | 63,3 |
| Самовисування                                           | 5                           | 16,7 |
| Політична партія Всеукраїнське об'єднання «Батьківщина» | 2                           | 6,7  |
| Політична партія «Сильна Україна»                       | 2                           | 6,7  |
| Комуністична партія України                             | 1                           | 3,3  |
| Партія «Демократичний Союз»                             | 1                           | 3,3  |

#### За округами
| № округу                                                | Прізвище, ім'я, по батькові      | Дата визнання обраним | Освіта  | Партійна приналежність                  | Відомості про обраного депутата                                             |
| ------------------------------------------------------- | -------------------------------- | --------------------- | ------- | --------------------------------------- | --------------------------------------------------------------------------- |
| Комуністична партія України                             |                                  |                       |         |                                         |                                                                             |
| 7                                                       | Тригубенко Ольга Андріївна       | 02.11.2010            | вища    | позапартійна                            | Районний музей, завідувач                                                   |
| Партія «Демократичний Союз»                             |                                  |                       |         |                                         |                                                                             |
| 5                                                       | Рудич Надія Іванівна             | 02.11.2010            | вища    | член Партії «Демократичний Союз»        | тимчасово не працює                                                         |
| Партія регіонів                                         |                                  |                       |         |                                         |                                                                             |
| 1                                                       | Ганзюк Сергій Миколайович        | 02.11.2010            | вища    | член Партії регіонів                    | приватний підприємець                                                       |
| 4                                                       | Бистрова Галина Євгеніївна       | 02.11.2010            | середня | член Партії регіонів                    | пенсіонер                                                                   |
| 8                                                       | Плаксіна Наталія Анатоліївна     | 02.11.2010            | середня | позапартійна                            | Управління пенсійного фонду, головний спеціаліст                            |
| 9                                                       | Бабець Сергій Вікторович         | 02.11.2010            | вища    | член Партії регіонів                    | Районний нотаріальний округ, нотаріус                                       |
| 10                                                      | Лудана Світлана Петрівна         | 02.11.2010            | середня | член Партії регіонів                    | ПП «Гримат Груп», завідувач інкубаційним цехом                              |
| 12                                                      | Кочмарук Надія Богданівна        | 02.11.2010            | вища    | член Партії регіонів                    | загальноосвітня школа № 1, директор                                         |
| 13                                                      | Зіняк Людмила Іванівна           | 02.11.2010            | вища    | член Партії регіонів                    | Горностаївська районна державна адміністрація, спеціаліст відділу           |
| 14                                                      | Осипенко Григорій Леонідович     | 02.11.2010            | середня | позапартійний                           | Держтехнагляд, головний інспектор                                           |
| 16                                                      | Пташенчук Людмила Миколаївна     | 02.11.2010            | середня | позапартійна                            | ККП, головний бухгалтер                                                     |
| 17                                                      | Багнюк Михайло Михайлович        | 02.11.2010            | вища    | позапартійний                           | Держслужба охорони, начальник відділу                                       |
| 18                                                      | Жалівцева Ганна Федорівна        | 02.11.2010            | вища    | член Партії регіонів                    | Архівний відділ Горностаївської районної державної адміністрація, начальник |
| 19                                                      | Гребенюк Вікторія Олегівна       | 02.11.2010            | середня | член Партії регіонів                    | Горностаївська селищна рада, спеціаліст — землевпорядник                    |
| 20                                                      | Отченашенко Лариса Анатоліївна   | 02.11.2010            | вища    | член Партії регіонів                    | загальноосвітня школа № 1, заступник директора                              |
| 22                                                      | Левін Олександр Миколайович      | 02.11.2010            | середня | член Партії регіонів                    | приватний підприємець                                                       |
| 24                                                      | Савостяник Анна Петрівна         | 02.11.2010            | середня | член Партії регіонів                    | Горностаївська селищна рада, оператор комп'ютерного набору                  |
| 26                                                      | Гур'янов Євген Григорович        | 02.11.2010            | середня | член Партії регіонів                    | приватний підприємець                                                       |
| 27                                                      | Миронець Тетяна Олександрівна    | 02.11.2010            | середня | член Партії регіонів                    | Горностаївський ясел — садок № 1, вихователь                                |
| 29                                                      | Безніс Сергій Миколайович        | 02.11.2010            | вища    | член Партії регіонів                    | приватний підприємець                                                       |
| 30                                                      | Жук Марія Лювигівна              | 02.11.2010            | середня | член Партії регіонів                    | ПСП "Дружба, інспектор відділу кадрів                                       |
| Політична партія Всеукраїнське об'єднання «Батьківщина» |                                  |                       |         |                                         |                                                                             |
| 3                                                       | Галега Сергій Вікторович         | 02.11.2010            | вища    | позапартійний                           | загальноосвітня школа № 2, вчитель                                          |
| 6                                                       | Маменко Олена Василівна          | 02.11.2010            | середня | позапартійна                            | Каховський лісгосп, завідувач господарством                                 |
| Політична партія «Сильна Україна»                       |                                  |                       |         |                                         |                                                                             |
| 15                                                      | Якімов Євген Вікторович          | 02.11.2010            | вища    | позапартійний                           | приватний підприємець                                                       |
| 25                                                      | Марченко Ігор Олександрович      | 02.11.2010            | вища    | член Політичної партії «Сильна Україна» | Страхова компанія «Провідна», завідувач                                     |
| Самовисування                                           |                                  |                       |         |                                         |                                                                             |
| 2                                                       | Єрьомін Сергій Володимирович     | 02.11.2010            | вища    | позапартійний                           | Відділ організаційної і кадрової роботи РДА, начальник відділу              |
| 11                                                      | Карпеченко Сергій Григорович     | 02.11.2010            | вища    | позапартійний                           | Районний суд, помічник судді                                                |
| 21                                                      | Слісаренко Олександр Миколайович | 02.11.2010            | вища    | член політичної партії «Молода Україна» | ПП «Геліос — 2005», директор                                                |
| 23                                                      | Карягіна Людмила Володимирівна   | 02.11.2010            | вища    | позапартійна                            | приватний підприємець                                                       |
| 28                                                      | Бризгун Валерій Іванович         | 02.11.2010            | середня | позапартійний                           | ККП, начальник                                                              |